# 李真 (譙王)
李真（?—?），是西魏陇西郡公李虎的次子，唐高祖李渊的二伯父。他跟随父亲作战时阵亡。武德元年（618年），李渊建立唐朝，封李真为谯王。李真没有后嗣，以侄子李韶的儿子竟陵郡王李道素作后嗣。